# Экстремально несвязное пространство
В топологии и связанных разделах математики топологическое пространство называется экстремально разрывным пространством, если замыкание любого открытого множества открыто.
Экстремально несвязное пространство, которое также является компактным и хаусдорфовым иногда называется Stonean пространством (не путать со стоуновским пространством, которое является вполне несвязным компактным хаусдорфовым пространством). Теорема Эндрю Глизона говорит, что проективные объекты категории компактных хаусдорфовых пространств — это в точности экстремально разрывные компактные хаусдорфовы пространства. Вследствие дуальности между стоуновскими пространством и булевыми алгебрами существует также дуальность между Stonean пространствами и категорией полных булевых алгебр.
Для метрических пространств свойство быть экстремально несвязным (замыкание каждого множества открыто) эквивалентно свойству быть дискретным (каждое множество открыто).

## Примеры
- Всякое дискретное пространство является экстремально разрывным.
- Компактификация Стоуна — Чеха дискретного пространства экстремально разрывна.
- Спектр абелевой алгебры фон Неймана[англ.] экстремально разрывен.